# Гидроацетат калия
Гидроацета́т ка́лия (биацетат калия, диацетат калия) — органическое соединение, кислая соль калия и уксусной кислоты с формулой KH(CH3COO)2, бесцветные кристаллы, разлагается в воде. Растворяется в этаноле и ацетоне.

## Синтез
Получают растворением ацетата калия в избытке ледяной уксусной кислоты и медленным выпариванием.

## Применение
Используется как консервант и регулятор кислотности в пищевой промышленности. Как пищевая добавка, обозначается индексом E261 (вместе с ацетатом калия). Входит в список пищевых добавок, разрешённых к применению в Российской Федерации.